# Бардымский хребет
Барды́мский хребе́т — горный хребет на Среднем Урале, административно расположенный на территории Свердловской и Челябинской областей России.

## Географическое положение
Хребет имеет протяжённость 70 км с севера на юг. Средняя высота составляет 450—500 м, наибольшая — 681 м (гора Зюрян). Склоны покрыты широколиственно-темнохвойными лесами. Хребет сложен эффузивами, кремнистыми сланцами и кварцевыми песчаниками ордовикского и силурийского возрастов). Возле северной оконечности хребта находится город Нижние Серги, возле южной — Нязепетровск.
Почти параллельно Бардымскому хребту восточнее него расположен Уфалейский хребет.
По западному склону и в предгорьях Бардымского хребта, параллельно ему проходят участки железной дороги СвЖД и ЮУЖД, части бывшей Западно-Уральской железной дороги.

## Вершины хребта
С севера на юг:
- в Свердловской области:
  - Гора Орлова (468,9 метра над уровнем моря) — (ориентир — г. Нижние Серги). Является северной оконечностью Бардымского хребта. Находится между реками Бардым (огибает гору с востока и севера, и впадает справа в реку Серга у северо-западного подножья горы) и Серга (огибает гору с запада и севера)[2]. На горе есть так называемый Орлов провал — карстовое образование, на дне которого уникальный природный ледник[3].
  - Ханжина (490,6)
  - Митькина (563,9)
  - Полуденный Бардым (602,7)
  - Баранова (536,4)
- в Челябинской области:
  - неподписанная командная высота (669,8)
  - Мартяшкина (551,2) — (ориентир — п. Сказ).
  - Гора Берёзовая (545) — (ориентир — п. Сказ). У западного подножья находится особо-охраняемая природная территория Челябинской области, геологический памятник природы «Шемахинское карстовое поле»[4].
  - Гора Зюрян (681,2) — (ориентир — п. Арасланово). Наивысшая вершина Бардымского хребта[1][5].
  - Сламь (644,6) — (ориентир — п. Арасланово). Находится исток реки Табуска, притока реки Рассыпная.
  - Гора Берёзовая (572) — (ориентир — г. Нязепетровск, п. Табуска). Является южной оконечностью Бардымского хребта. Находятся истоки правых притоков реки Уфа: Табуска, Кабанка[6].